# محمد المرزوقي
محمد المرزوقي هو مَحمد (بالفتح) بن مصطفى بن علي (ولد بالعوينة دوز في 22 سبتمبر 1916- توفي بتونس في 14 نوفمبر 1981) أديب وشاعر ومؤرخ تونسي.

## تكوينه
حفظ مَحمد المرزوقي القرآن الكريم بمسقط رأسه، ثم اتجه إلى تونس العاصمة ليلتحق بالتعليم الزيتوني عام 1930. كما تابع الدروس التي كانت تقدم بالمدرسة الخلدونية وأحرز منها عام 1935 على دبلومها، كما أحرز على الشهادتين الزيتونيتين الأهلية ثم التحصيل سنة 1944.

## نشاطه
نشط مَحمد المرزوقي في ثلاثينات القرن العشرين بعدة جمعيات زيتونية أدبية وثقافية من بينها جمعية الرابطة الزيتونية وجمعية الرابطة الأدبية لجنة الدفاع عن مصالح المدرسيين. كما انتمى إلى الحزب الحر الدستوري الجديد، وهو ما سبب له السجن خلال الحوادث التي عرفتها العاصمة في شهر أفريل 1938. كما سبب له نشاطه السياسي النفي إلى الجنوب التونسي في السنة الموالية ولم يسمح له بالعودة إلى العاصمة إلا عام 1944.

## في الصحافة
اشتغل مَحمد المرزوقي منذ كان طالبا في الصحافة ومن بين الصحف التي كتب فيها آنذاك جريدة العمل لسان حال الحزب الحر الدستوري الجديد، وساهم عام 1939 في إصدار صحيفة الهلال الطالبية السرية. وتفرغ للصحافة فيما بين أواسط الأربعينات وأواسط الخمسينات حيث عمل بجريدة النهضة اليومية. كما أنتج وقدم بعض البرامج الإذاعية سواء قبل الاستقلال أو بعده. ولم يمنعه اشتغاله بالمعهد الوطني للآثار ثم وزارة الثقافة من تقديم برامج إذاعية ذات صبغة أدبية خاصة حيث اهتم بالشعر الشعبي وبالتراث بصفة عامة.

## مؤلفاته
عرف مَحمد المرزوقي بكثرة إنتاجه حيث صدر له أكثر من ثلاثين كتابا ، نقسمها على المحاور التالية:

### في التاريخ
1. معركة الزلاج، وهو كتاب مشترك مع الجيلاني بن الحاج يحيى، أرخا فيه للمصادمات التي وقعت عام 1911 بين التونسيين والقوات الاستعمارية حول مقبرة الزلاج، وصدر عام 1961.
2. الدغباجي، حياته وأعماله، وقد أرخ فيه لأحد أشهر المقاومين التونسيين وصدر عام 1969.
3. ثورة المرازيق، بالاشتراك مع علي المرزوقي، الطبعة الأولى 1979.
4. دماء على الحدود، وقد اهتم فيه بثورة عام 1915 بالجنوب التونسي وعلى الحدود التونسية الليبية.
5. صراع مع الحماية، وموضوعه حركة المقاومة التونسية عند الاحتلال عام 1881، وقد صدر عام 1973.
6. عبد النبي بلخير: داهية السياسة وفارس الجهاد، وقد اهتم فيه بأحد أعلام الجهاد الليبي ضد الإيطاليين، وصدر عام 1978.
7. قابس جنة الدنيا، وقد أرخ فيه لمدينة قابس، وصدر عام 1962
8. معركة الزلاج بالاشتراك مع الجيلاني بن الحاج يحيى، وقد صدر عام 1961.
9. الطاهر الحدّاد حياته وآثاره بالاشتراك كذلك مع ابن الحاج يحيى، وقد صدر هذا الكتاب عام 1963.

### في الأدب والتراث
1. مع البدو في حلهم و ترحالهم: عرض شامل لحياة البدو بالجنوب التونسي، وقد جمع فيه عادات البادية التونسية، وصدر عن الدار العربية للكتاب عام 1984
2. الجازية الهلالية: قصة من التراث الشعبي، وقد صدر هذا الكتاب عام 1983.
3. مختارات من محلات شاهد، وقد صدر عام 1969.
4. على هامش السيرة الهلالية : دراسة ونماذج، تقديم رياض المرزوقي، وقد صدر عام 2002.
5. الأدب الشعبي في تونس، وقد صدر عام 1967.
6. الشعر الشعبي والانتفاضات التحررية، صدر عام 1971.
7. يا ليلُ الصبُّ و معارضاتها، وهو بالاشتراك مع الأديب الجيلاني بن الحاج يحيى، وقد جمعا فيه معارضات قصيدة الحصري يا ليل الصب.
8. أبو العلاء المعري، آراؤه وعقيدته، وقد صدر عام 1935.
9. المهدية وشاعرها تميم: بحث في ماضي مدينة المهدية التونسية وحاضرها مع مجموعة من ديوان الأمير تميم بن المعز بن باديس الصنهاجي وترجمة حياته، وقد صدر عام 1980.
10. علي الحصري، وقد صدر عام 1974.
11. ديوان الفيتوري تليش : شعر شعبي تقديم وتحقيق وشرح محمد المرزوقي، وقد صدر عام 1976.
12. عبد الصمد قال كلمات، نشر عام 1970

### قصة وشعر
1. عرقوب الخير  مجموعة قصصية صدرت عام 1952.
2. جزاء الخائنة، قصة صدرت عام 1946.
3. دموع وعواطف، وهو ديوان شعري صدر عام 1946.
4. في سبيل الحرية، مجموعة قصصية صدرت عام 1956.
5. بين زوجتين، مجموعة قصصية صدرت عام 1957.
6. بقايا شباب، شعر، صدر عام 1966
7. مختارات من شعر المهرجانات، جمع وتحقيق، صدر عام 1969
8. بورقيبيات، شعر، وقد صدر عام 1981.

### كتب محققة
1. مؤنس الأحبة في أخبار جربة لمحمد أبوراس، تحقيق محمد المرزوقي، وقد صدر عام 1960.
2. الرحلة الصحراوية عبر أراضي طرابلس وبلاد التوراق لمحمد بن عثمان الحشائشي، وقد قدم لها وعلق عليها وراجع ترجمتها إلى العربية محمد المرزوقي وصدرت عام 1988.
3. ديوان الحكيم أبي الصلت أمية بن عبد العزيز الداني 460-529، جمع وتحقيق وتقديم محمد المرزوقي وصدر عام 1974.
4. خريدة القصر وجريدة العصر للاصفهاني بالاشتراك مع الجيلاني بن الحاج يحيى.

## إشارات مرجعية
1. ↑  كامل سلمان الجبوري (2003). معجم الأدباء من العصر الجاهلي حتى سنة 2002م. بيروت: دار الكتب العلمية. ج. 6. ص. 124. ISBN:978-2-7451-3694-7. LCCN:2003489875. OCLC:54614801. OL:21012293M. QID:Q111309344.
2. ↑  محمد المرزوقي وعلي المرزوقي، ثورة المرازيق بالجنوب الغربي التونسي، تونس 1973، ص 235
3. ↑  عبد الواحد براهم، من نافذتي: من يتذكّر محمد المرزوقي؟, عبد الواحد براهم, TuniPresse.com, 2009-11-21 [وصلة مكسورة] نسخة محفوظة 12 نوفمبر 2011 على موقع واي باك مشين.
4. ↑  مَحمد المرزوقي، صراع مع الحماية، تونس 1973، ص 451-452

## بعض أغلفة كتب محمد المرزوقي

كتاب صراع مع الحماية
كتاب ثورة المرازيق
كتاب دماء على الحدود
كتاب معركة الزلاج